# Rilai Szent János
Rilai Szent János, szlávosan Rilai Szent Iván (bolgárul: Йоан (Иван) Рилски, Ivan Rilszki), (Szkrino, 876. – a rilai kolostor közelében, 946. augusztus 18.) bolgár remete, az ortodox egyház szentje, Bulgária védőszentje.

## János remeteségbe vonulása
Ivan Rilszki szülei kegyes keresztények voltak, akik Szkrino faluban éltek. Két fiuk született, akiket buzgó hitre neveltek. Az egyik fiú, János, különösen istenfélő és jámbor volt. Jóval szülei halála után terjesztették róla, hogy valójában egy világi életre teljesen alkalmatlan képmutató, János azonban igazán hitt az evangéliumban, melynek jegyében minden vagyonát szétosztotta a szegények között, hogy életét az Úr imádatának szentelhesse. Állítólag Isten álmában szólt hozzá ugyanazokkal a szavakkal, amikkel Ábrahámot szólította, hogy vonuljon el otthonából egy Istennek kedvesebb vidékre.
Az isteni útmutatást követve belépett a Szkrinóhoz közeli, Szent Demeterről elnevezett kolostorba, és szerzetes lett. A kolostorban megtanult írni és olvasni, és lelkiekben is gyarapodott a Szentírást tanulmányozva.
Miután a kolostorban hozzászokott az aszketikus élethez, remeteségbe vonult a Rila-hegységbe, egy hite szerint Isten által számára kijelölt helyre. Mindössze egy rend bőröltözetet vitt magával, és egy kis kunyhót épített magának gallyakból. Idejét imádkozással, böjtöléssel és virrasztással töltötte, és mindössze némi vadon termő növényt és termést evett. Szomját egy kis hegyi forrás vizéből csillapította. A legenda szerint többször jelentek meg démonok vadak képében, hogy elijesszék vagy elűzzék, ő azonban hajthatatlan maradt.

## János és Lukács
Hosszú idő után a remete úgy döntött, hogy elköltözik. Egy sötét, elhagyatott barlangban telepedett meg, ahol még inkább az Úr imádatának szentelhette magát. Míg ájtatossággal töltötte napjait, unokaöccse, Lukács titokban elkezdte keresni a titokzatos remetét. Nagy erőfeszítések árán végül rábukkant nagybátyjára, aki először azt hitte, hogy jelenést lát. Az ifjú a földre borult a remete előtt, és áldását kérte. János maga mellé vette unokaöccsét, és ezentúl közösen élték erdei életüket.
Azonban nem sokáig lehettek együtt. Lukácsot ugyanis hamarosan keresni kezdték a szülei, akik mit sem tudtak fiuk hollétéről. Állítólag az egyik ismerőse mondta el János testvérének, hogy a remete magához vette a fiút. Lukács apja rátalált a barlangra, és dühödten rárontott fivérére, amiért elvette tőle gyermekét. János nem védekezett, noha testvére még bántalmazni is megpróbálta egy bottal és kövekkel. Végül a haragos atya hazacibálta gyermekét. Az eset nagy lelki megrázkódtatást okozott a remetének, azonban a legenda szerint Isten gyorsan megmutatta a helyes utat Lukács apjának: a hazaúton egy kígyó megmarta a gyermeket, aki azonnal meghalt. Megtört apja visszatért Jánoshoz, aki azt tanácsolta neki, hogy temesse el gyermekét, és térjen haza.

## A híres remete
János húsz éven át élt barlangjában, azonban lelke sosem engedett a csüggedtség, a félelem kísértéseinek. Egy nap banditák támadtak rá, jól helybenhagyták és elzavarták barlangjából. A remete az erdőben választott magának új lakhelyet, egy öreg tölgyfában rendezkedett be, követve Ábrahám példáját. Az Úr a legenda szerint csicseriborsót növesztett szent életű hívének, hogy legyen, miből eltartsa magát.
A környékbeli pásztorok figyeltek fel először a remetére, akinek elterjesztették a hírét a vidéken. Sok jámbor hívő kívánta felkeresni a remetét, hogy áldást kérjen tőle. A legenda szerint sikeres ördögűzéseket és gyógyításokat hajtott végre. Néhányan melléje akartak szegődni, ő azonban megtiltotta, hogy csatlakozzanak hozzá. Tizenhat éven át élt magányban János, azonban híre egyre csak terjedt, így a remete végül jobbnak látta új helyet keresni magának. 
Mindhiába próbált meg elmenekülni a nagyvilág elől: híre egyre terjedt, és hamarosan ismét rátaláltak. Abban az időben a kegyes életű I. Péter cár (927–968) fülébe is eljutott a csodatevő szent híre, és személyesen is látni kívánta. A hagyomány szerint 9 tapasztalt vadászt küldött szét a Rilában, hogy a János nyomára bukkanjanak. Hosszas keresés után végül rátaláltak, és áldását kérték, amit meg is adott nekik. A legenda szerint egy kis szelet kenyérből még jól is tartotta mindannyiukat úgy, hogy a kenyérke egy része még meg is maradt.
Hazatérve a vadászok mindent jelentettek az uralkodónak, aki annyira fellelkesült a hírek hallatán, hogy nyomban nekivágott a hegyeknek. Azonban hiába próbálkozott, a cár csak nem jutott el a remete lakába: először egy szikla állta útját a Rila-folyónál, majd a szomszédos Knisava-hegyről próbált meg eljutni a szent látótávolságban levő lakhelyéig. A sikertelen kísérletekbe belefáradva a cár végül két emberét küldte Jánosért, hogy személyesen jöjjön elé. Ezt a remete visszautasította, azonban a távolból észrevették egymás jeleit – János a cár sátrát, Péter pedig a remete által rakott tűz füstjét – és kölcsönösen köszönetet mondtak az Istennek.
Péter cár szomorúan távozott, és gazdagon megajándékozta Jánost, aki elfogadta az ételt, de az aranyat nem. Válaszlevelében kegyességre intette az uralkodót, aki a pergament magával hordozta, sokszor elolvasta és nagy becsben tartotta.

## Halála

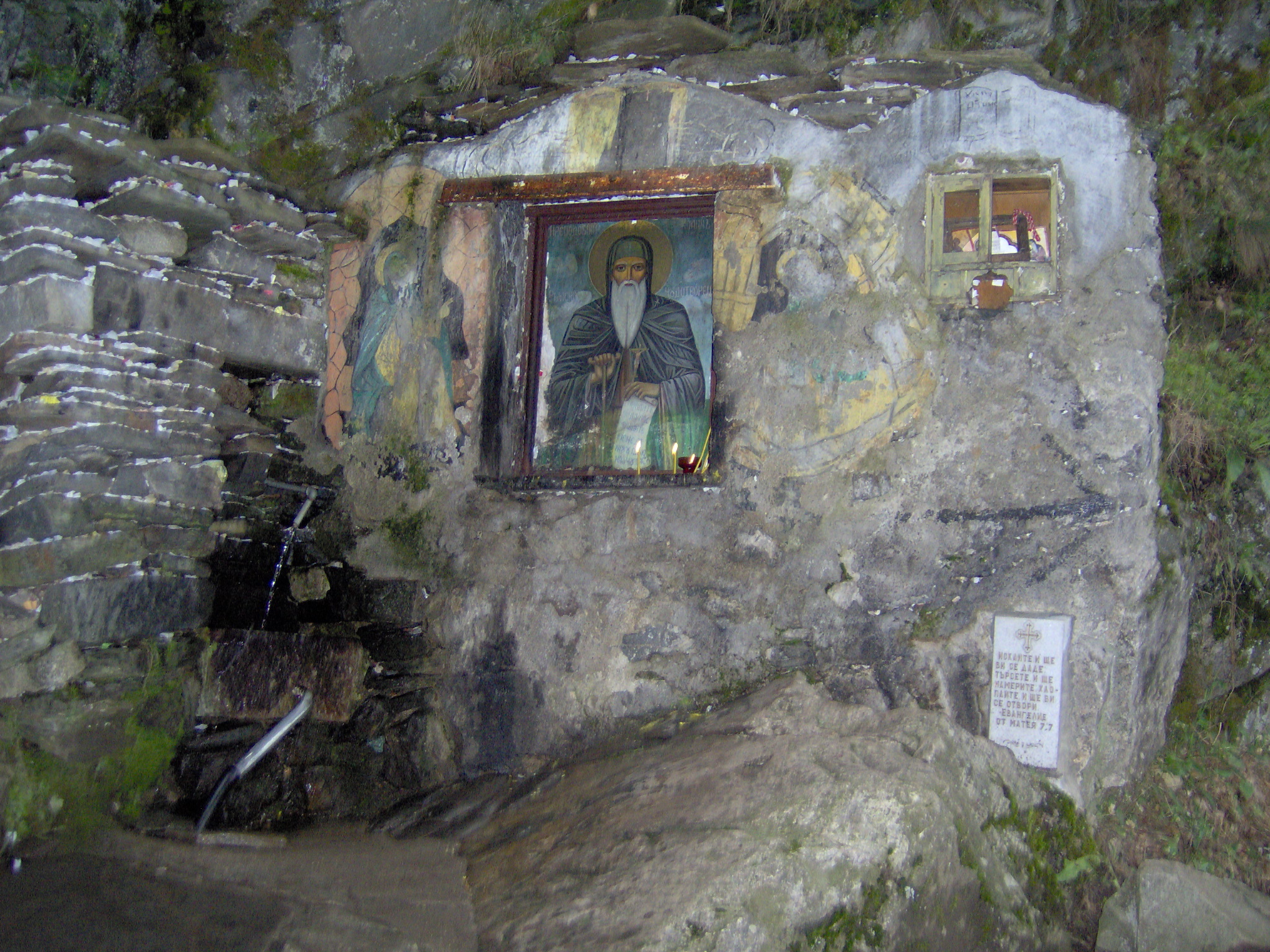
A Rilai Szent János utolsó lakhelye és sírja körül emelt zarándokhely részlete. A kövek között a hívek papírra vetett kívánságai fehérlenek

A szent életű János hét éven és négy hónapon keresztül élt utolsó lakhelyén. Sokan követték példáját: egy közeli barlangban templomot emeltek, és nem messze a remete szállásától kolostort alapítottak (ez a híres rilai kolostor őse). János lett pásztoruk és apátjuk, aki sok csodát tett az elkövetkező időkben is.
Érezve, hogy közeleg halálának órája, idejét teljesen az imádkozásnak szentelte. Tanítványait is összehívta és kitanította őket: figyelmeztette őket, hogy tartsák be az általa alkotott szabályokat, és legyenek állhatatosak a böjtölésben. Végül csókkal búcsúzott el követőitől, és kezeit az ég felé nyújtva, lelkét az Úr kezébe helyezve hunyt el 946-ban, hetvenéves kora körül.

## Utóélete

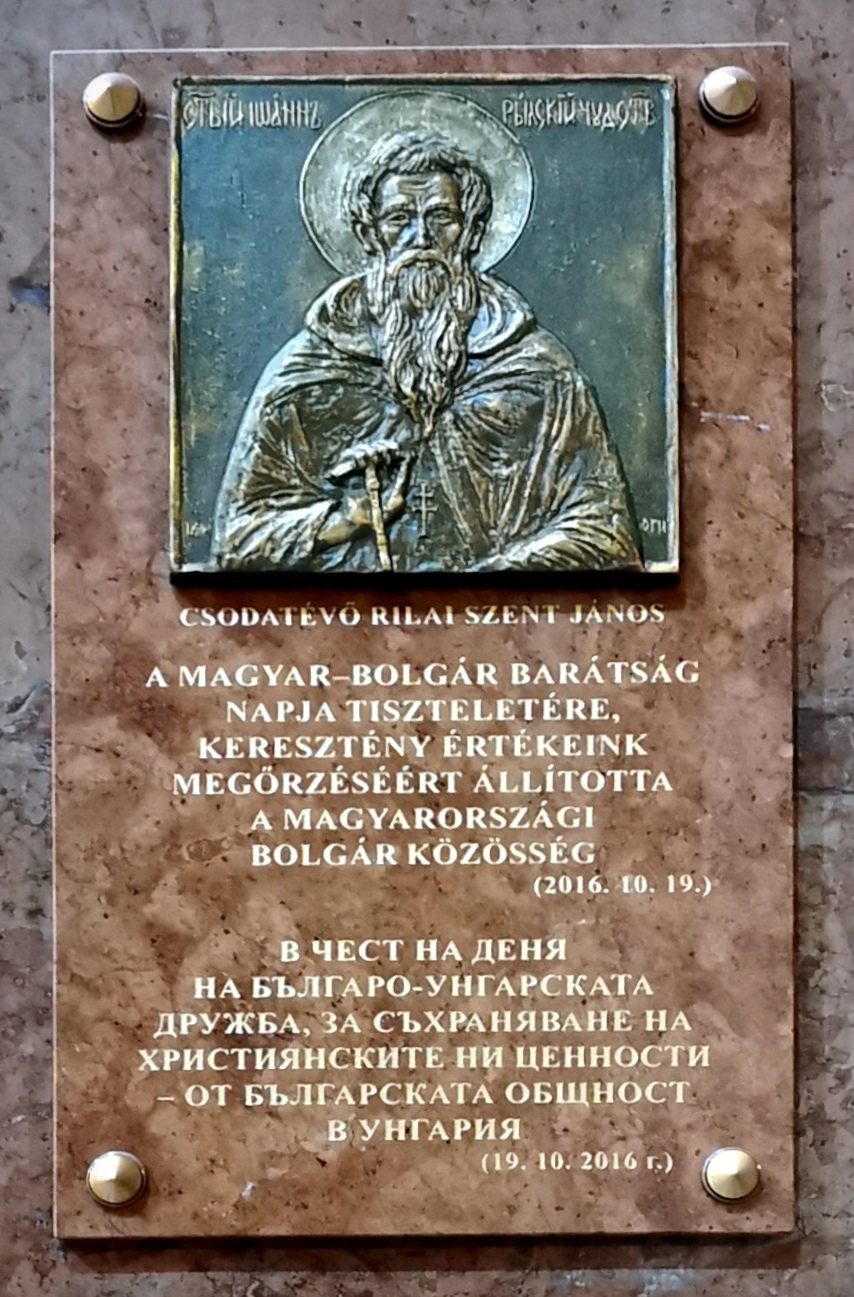
Rilai Szent János emléktáblája az Esztergomi Bazilikában

Tanítványai meggyászolták és koporsóját a mai rilai kolostortól mintegy másfél órányi járóföldre helyezték el. A nép körében gyorsan terjedt a szent ember halálhíre, és mind többen zarándokoltak a sírhoz. A remete holtteste állítólag nem változott semmit sem, mintha csak aludt volna, és valamiféle leírhatatlan, kellemes illatot árasztott. Betegek imádkoztak a koporsónál, és meggyógyultak. Negyven nappal halála után a szent megjelent legidősebb tanítványának álmában, és megparancsolta neki, hogy temessék el a földben. A tanítvány megcselekedte, amit holt mestere kért tőle. Attól kezdve János sírja a legkülönfélébb csodák forrása lett.
Megmagyarázhatatlan módon 980 körül a sír ismét illatozni kezdett, a szent pedig megjelent több tanítványa álmaiban. Ezúttal azt kérte tőlük, hogy holttestét szállítsák Szerdika városába. A követői felnyitották a sírt, ahol a szent teste még mindig tökéletes állapotban feküdt, és továbbra is illatozott. Így történt, hogy János relikviáit átszállították a szerdikai Lukács evangélistáról elnevezett templomba. Később a Pirin hegyei közül érkezett kegyes Groudasz templomot épített a szent tiszteletére. A remete maradványait ide szállították, és a csodák folytatódtak. Geórgiosz Szkülitzész, aki Szerdika bizánci helytartója volt a 12. század közepén, elkészítette Rilai Szent János egyik első életrajzát. A mű csak szláv fordításokban maradt fenn. A szerző azt állítja benne, hogy a szent relikviái meggyógyították. A legenda szerint maga I. Manuél bizánci császár is a remete templomából származó szentelt olaj segítségével gyógyult ki szörnyű betegségéből.
Manuél utóda, I. Andronikosz uralkodása idején (tehát 1183 és 1185 között) III. Béla vezetésével egy magyar sereg tört be a még mindig görög uralom alatt álló bolgár területekre, és többek között Rilai Szent János ereklyéit is magukkal vitték Magyarországra. Az Esztergomban elhelyezett relikviák sok csodát tettek. A legenda szerint az érsek megtiltotta János tiszteletét, mivel nem tartotta szentek. Rendelkezése után nem sokkal megnémult, és csak a bűnbánatnak a szent sírjára hullatott könnyei oldották meg nyelvét. III. Béla értesült az esetről, és megrémült: azonnal aranyba és ezüstbe foglalta a koporsót, és 1187-ben visszavitette Szerdika városába.  
A kegyes I. Iván Aszen bolgár cár vívta ki ismét a bizánciaktól a bolgár állam és egyház függetlenségét. Ő maga is meglátogatta a szent sírját, és javasolta Vaszilij pátriárkának, hogy az egyházi előkelőségek segítségével átszállítsák János maradványait az ország fővárosába, Tarnovóba (ma: Veliko Tarnovo). Az egyházatyák beleegyeztek, és a feladat végrehajtására háromszáz katonát kaptak a cártól, aki nyomban templomot emeltetett a fővárosban a szent tiszteletére. Így kerültek Rilai Szent János ereklyéi 1194-1195 körül Tarnovo városába.
1393-ban a törökök elfoglalták Tarnovót. A szent relikviái 1468-ban kerültek végleg a rilai kolostorba, ahol állítólag a mai napig csodákat tesznek. Rilai Szent János a bolgárok védőszentje, és az egész ortodox világban nagy becsben áll. Az elsősorban vallási témákkal dolgozó bolgár művészet – így az ikonfestészet – kedvelt témája volt a szent ábrázolása.
Ma nevét viseli a szófiai Bányászati és Földtani Egyetem.